# Lukla
Lukla ist ein Ort in der Khumbu-Region (VDC Chaurikharka, Distrikt Solukhumbu) in Nepal, auf einer Höhe von 2860 m über dem Meeresspiegel oberhalb des Flusstals des Dudhkoshi gelegen.
Der Name des Ortes leitet sich von einem ehemaligen Schafgehege her, an dessen Stelle sich heute der Flughafen Lukla befindet.
Der Flughafen ist als einer der gefährlichsten Flugplätze der Welt bekannt. Die Landebahn ist sehr kurz, ist geneigt und an einem Ende durch eine Schlucht, am anderen durch eine Bergwand begrenzt. Daher ist ein Durchstarten unmöglich und Start und Landung sind mit einem vergleichsweise hohen Risiko verbunden.
Lukla ist neben einigen wenig begangenen Pässen im Hochgebirge der einzige Zugang zur Khumbu-Region und zum Sagarmatha-Nationalpark und in der Regel Ausgangspunkt für Everest-Expeditionen und den Mount Everest Trek. Der Ort bietet eine Reihe von Unterkünften und Läden, in denen man sich mit fehlenden Ausrüstungsteilen versorgen kann. Bessere Versorgungsmöglichkeiten bietet allerdings das etwa zehn Wegstunden weiter nördlich gelegene Namche Bazar.

## Bilder

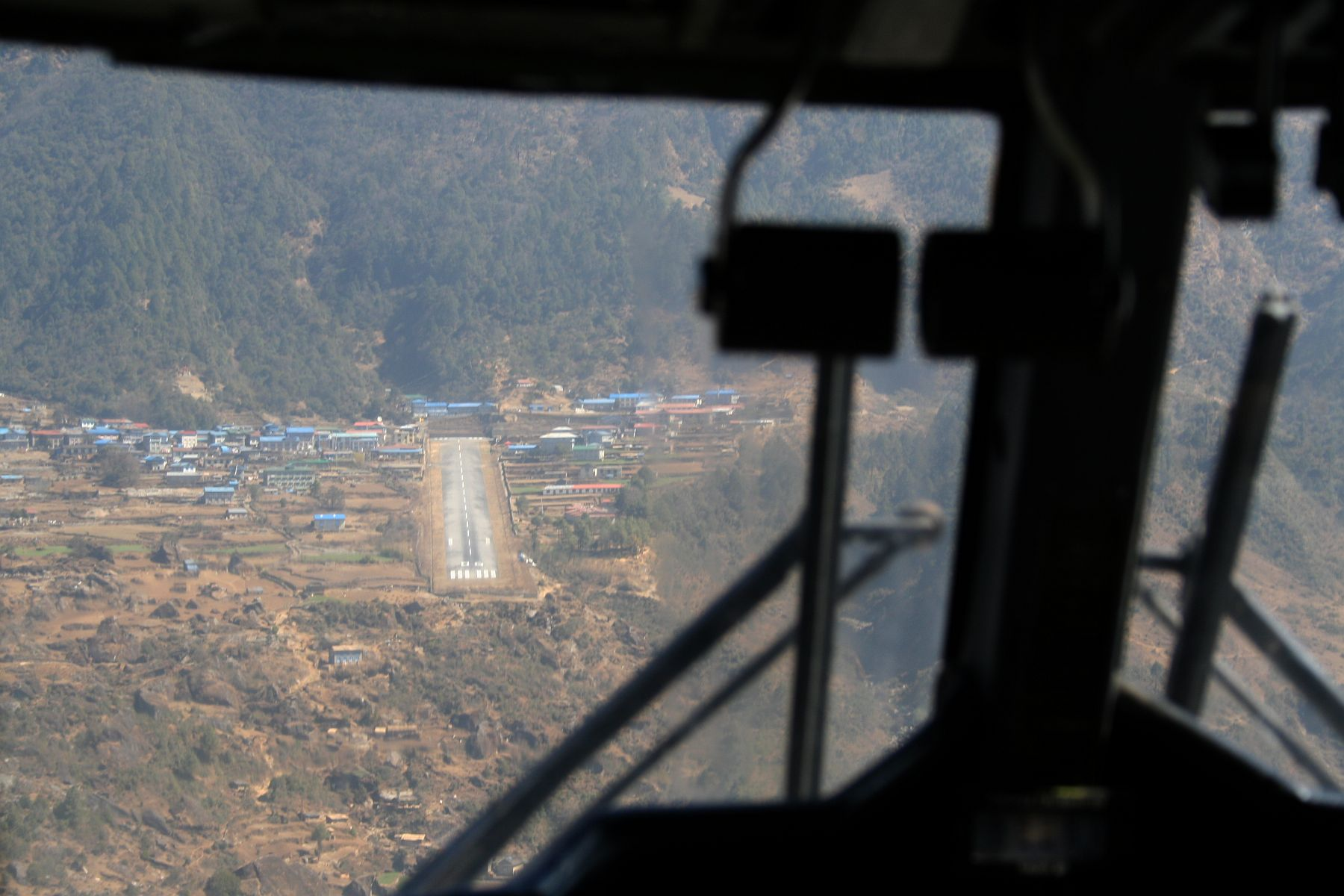
Anflug auf Lukla
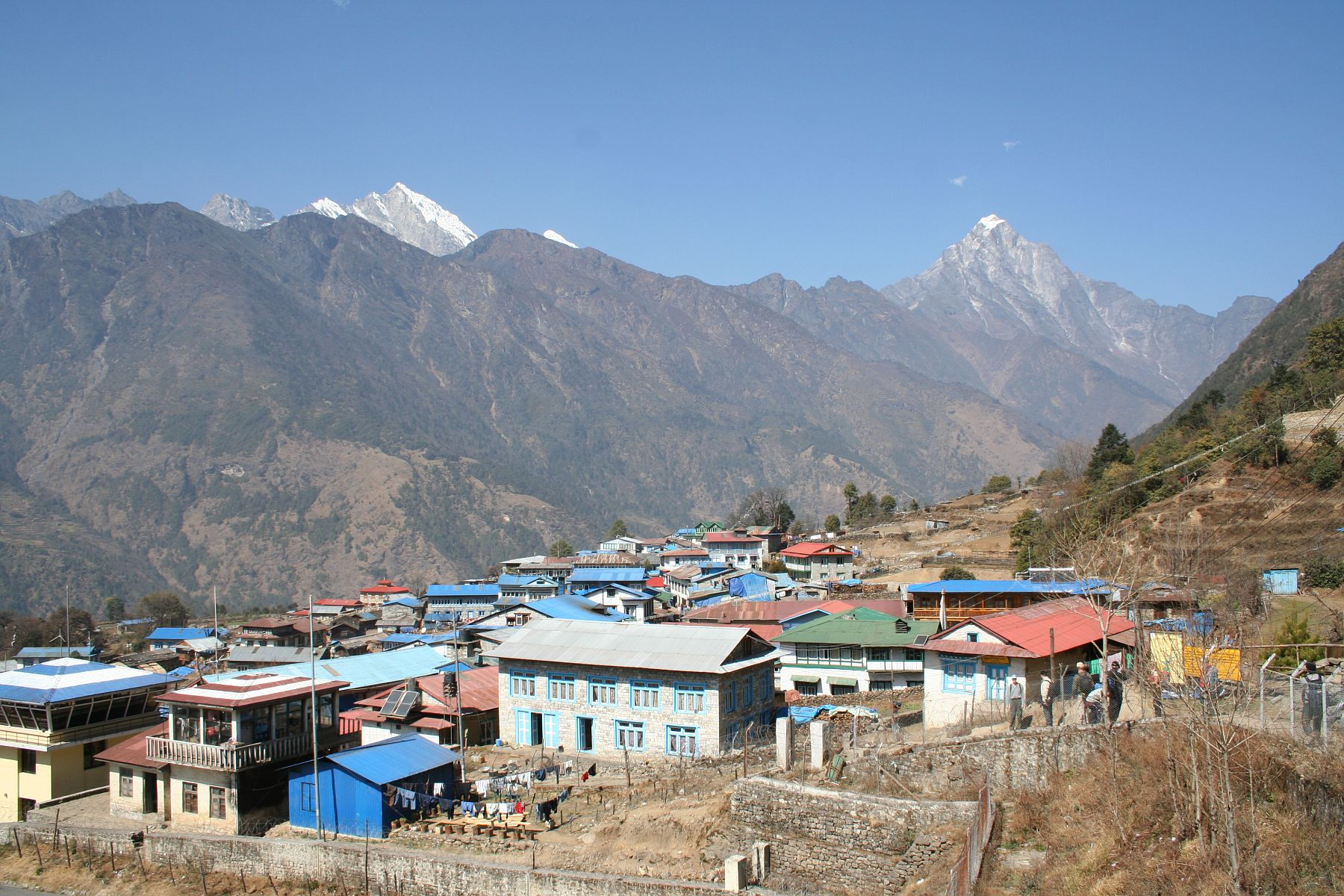
Blick auf Lukla vom Flugplatz, hinten Karyolung (links) und Nupla (rechts)
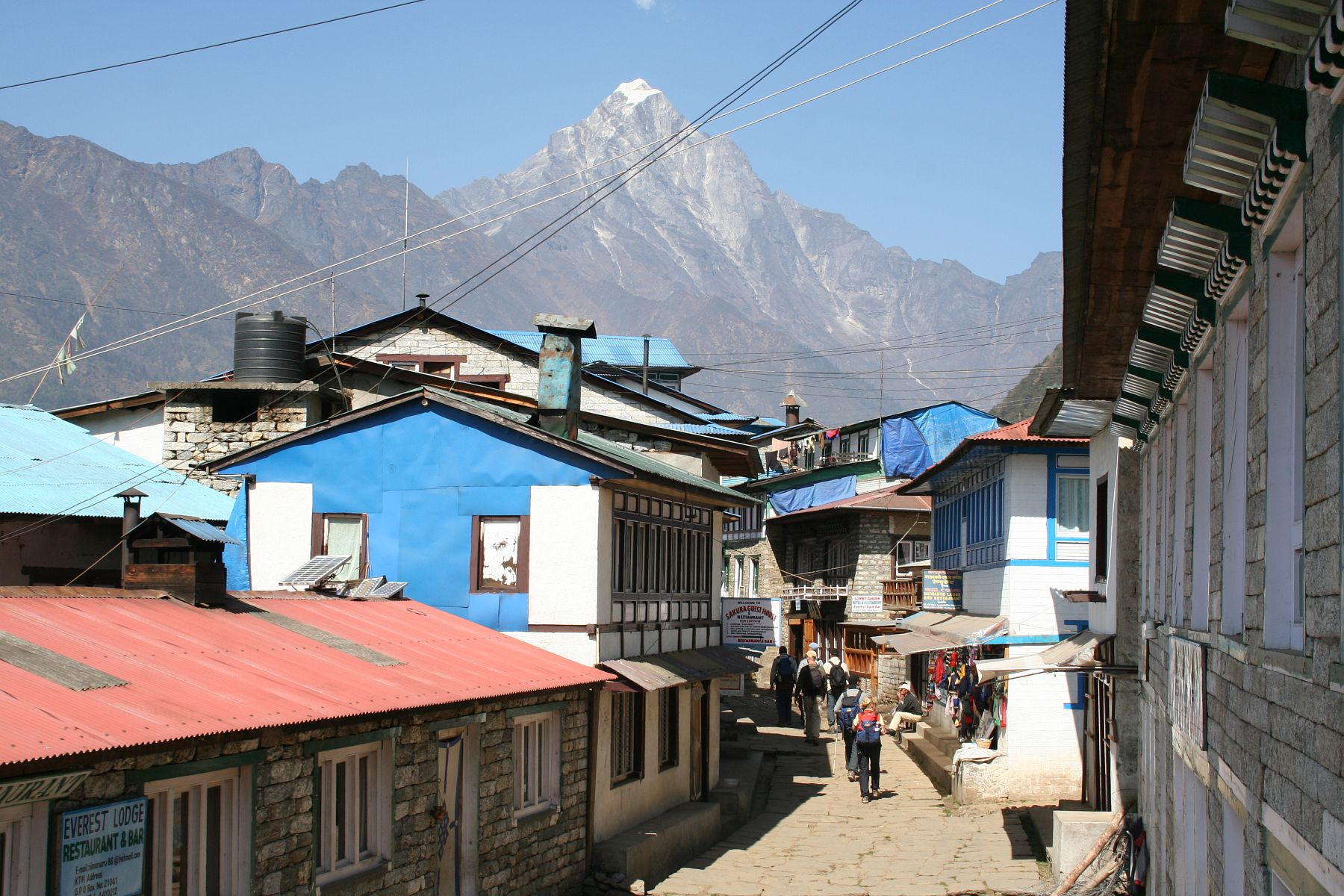
Lukla, Hauptstraße, hinten Nupla
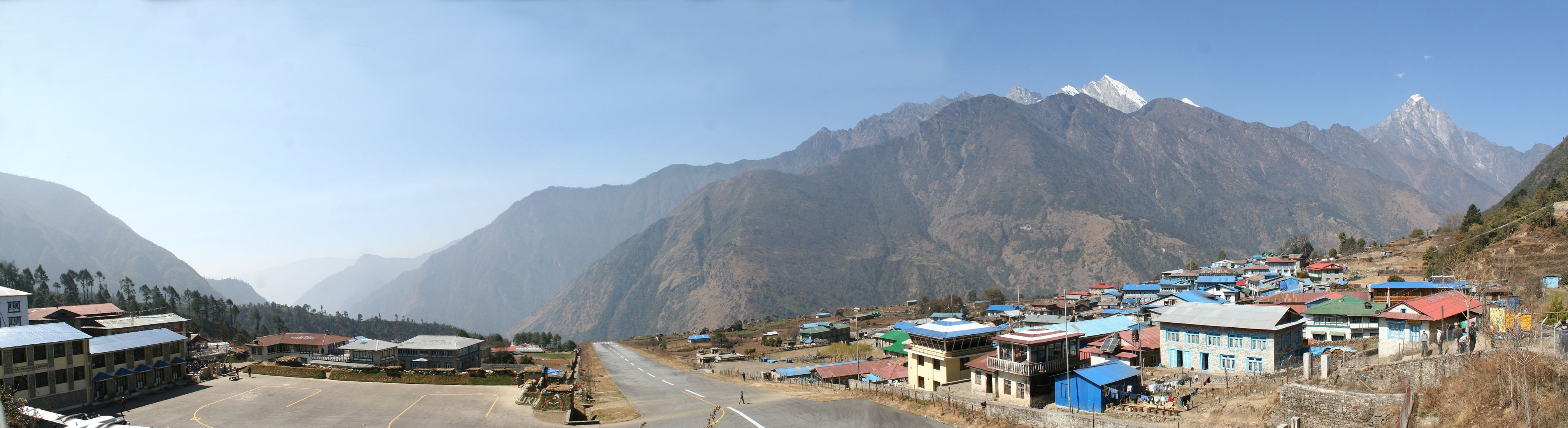
Ort und Flugplatz
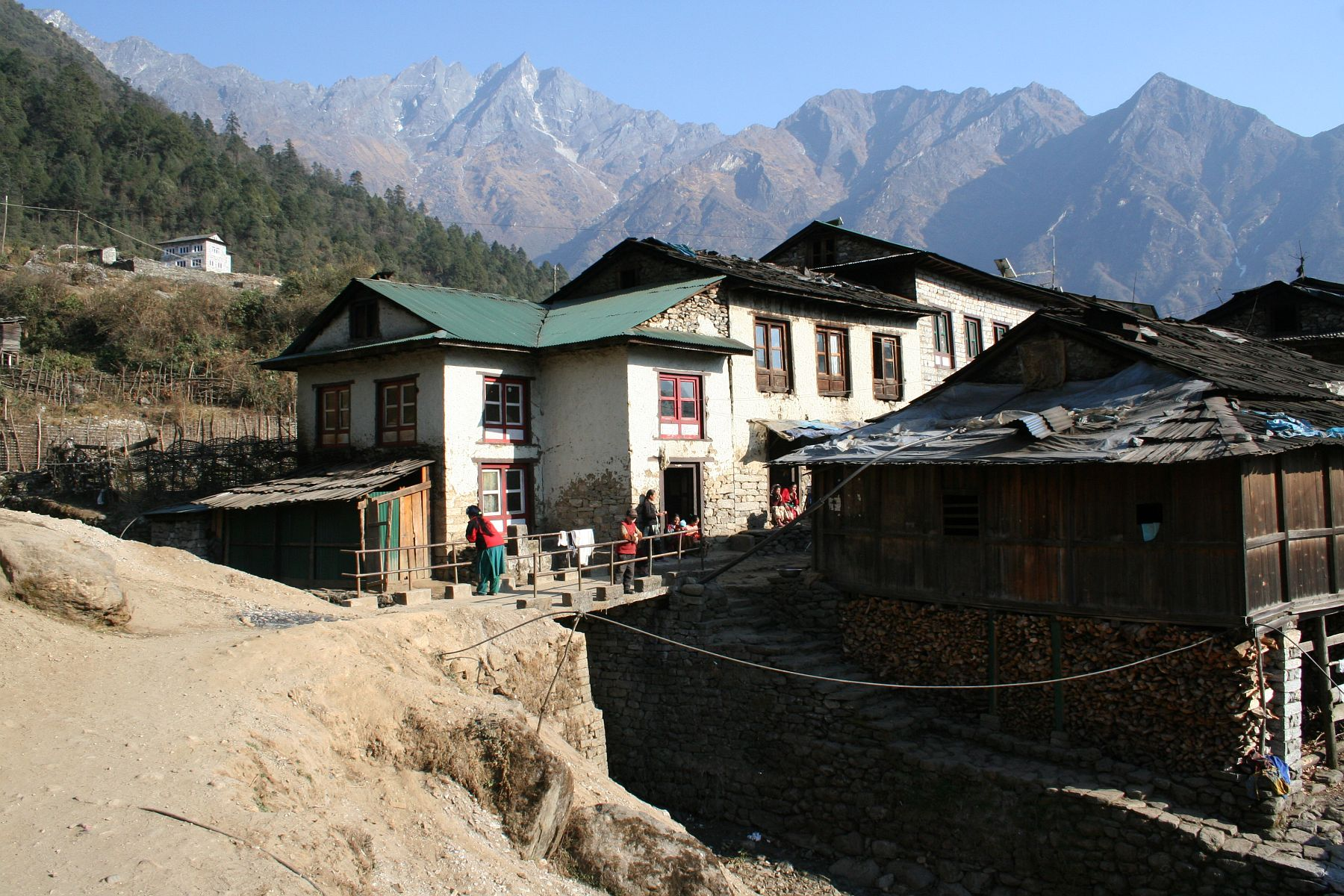
Lukla, Ortseingang
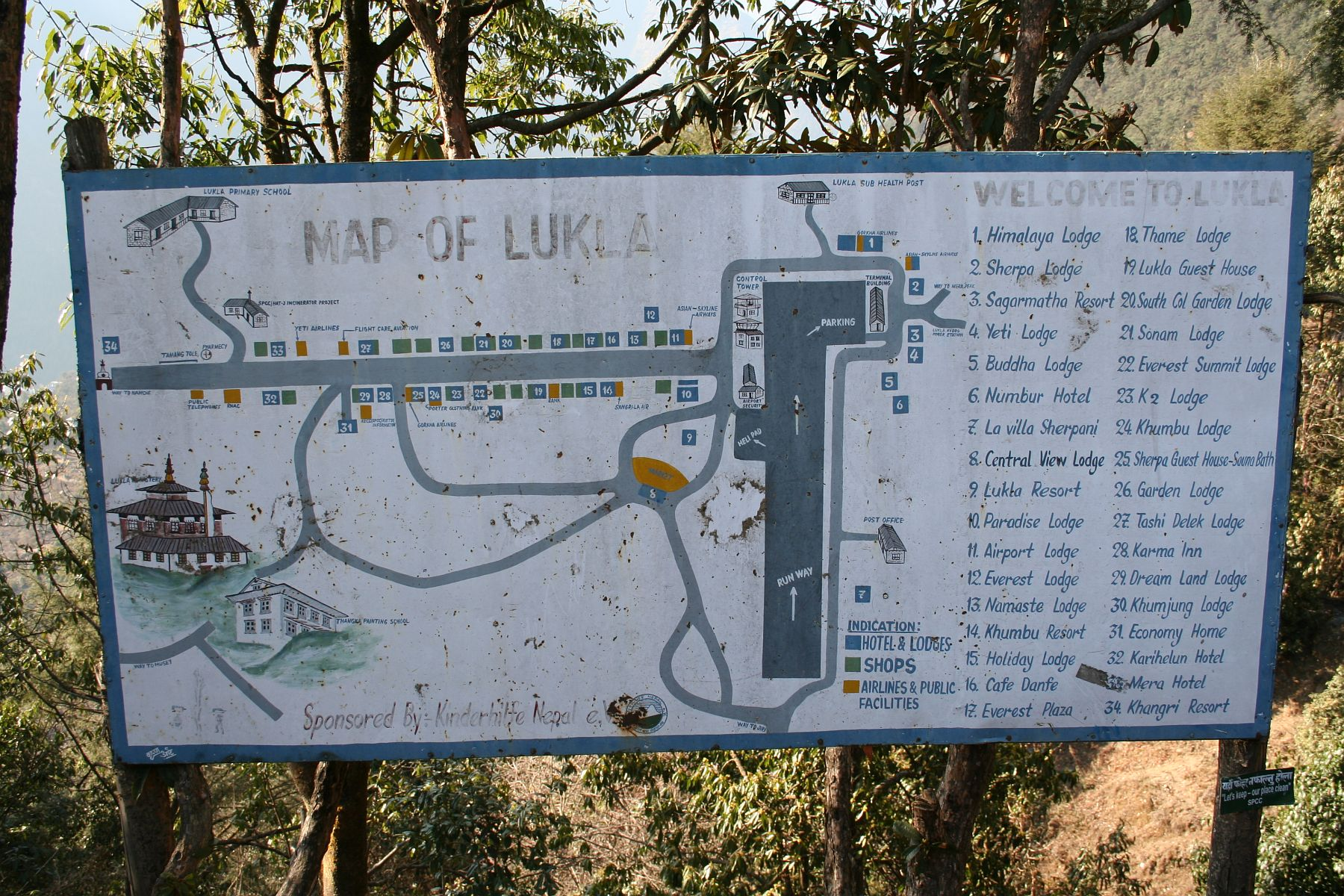
Karte von Lukla